# Indoor Flanders Meeting
Indoor Flanders Meeting — международные легкоатлетические соревнования, которые проводятся на арене Flanders Sports Arena в городе Гент (Бельгия). Являются одним из этапов легкоатлетической серии IAAF Indoor Permit Meetings. В настоящее время спонсором соревнований является компания Toyota. Проводятся в середине февраля с 1990 года.

## Мировые рекорды
За годы проведения соревнований, здесь были установлены следующие мировые рекорды.
| Год  | Вид             | Рекорд  | Атлет              | Гражданство |
| ---- | --------------- | ------- | ------------------ | ----------- |
| 2002 | Прыжок с шестом | 4.73 м  | Светлана Феофанова | Россия      |
| 1997 | 1 миля          | 3:48.45 | Хишам Эль-Герруж   | Марокко     |
| 1995 | 3000 метров     | 7:35.15 | Мозес Киптануи     | Кения       |